# Les Vents du changement
Les Vents du changement est un recueil de nouvelles de science-fiction d'Isaac Asimov composé à partir du recueil original anglais The Winds of Change and Other Stories paru en 1983 et qui rassemble des nouvelles aussi bien primitives que tardives dans la carrière de leur auteur. La majorité d'entre elles datent cependant de la seconde moitié des années 1970 et du début des années 1980, seconde période science-fiction d'Isaac Asimov. Ce recueil a été découpé en France en deux parties : Les Vents du changement en est la seconde et a été publiée pour la première fois en 1985.
En 2016, les éditions Gallimard rééditent dans la collection Folio SF le recueil original en un seul volume sous le titre Les Vents du changement et autres nouvelles.

## Nouvelles
- Il arrive ((en) It Is Coming, 1979)
- Point d'ignition ((en) Ignition point!, 1981)
- Pour les oiseaux ((en) For the Birds, 1980)
- Pour rien ((en) About Nothing, 1957)
- Rien pour rien ((en) Nothing for Nothing, 1979)
- Trouvés ! ((en) Found!, 1978)
- Un châtiment sur mesure ((en) A Perfect Fit, 1981)
- Une soirée de chant ((en) One Night of Song, 1982)[1]
- Un marché de dupes ((en) Fair Exchange?, 1978)
- Un sourire qui coûte cher ((en) The Smile That Loses, 1982)
- Les Vents du changement ((en) The Winds of Change, 1982)